# Teodora Matejko
Kornelia Teodora z Giebułtowskich Matejkowa (ur. 31 marca 1846 w Krakowie, zm. 25 sierpnia 1896 tamże) – córka Antoniego Giebułtowskiego i Pauliny z Sikorskich, żona polskiego malarza Jana Matejki. Często pozowała mężowi do obrazów, najczęściej jako Bona Sforza lub Barbara Radziwiłłówna.
Pochodziła z rodziny Giebułtowskich, zaprzyjaźnionej z rodziną jej przyszłego męża. Po ślubie z Janem Matejką oboje zamieszkali w Krakowie, gdzie przyszło na świat ich pięcioro dzieci. Wkrótce po zawarciu małżeństwa Matejkowa zachorowała na cukrzycę, zaś w późniejszych latach na chorobę umysłową.

## Życiorys

### Pochodzenie i młodość

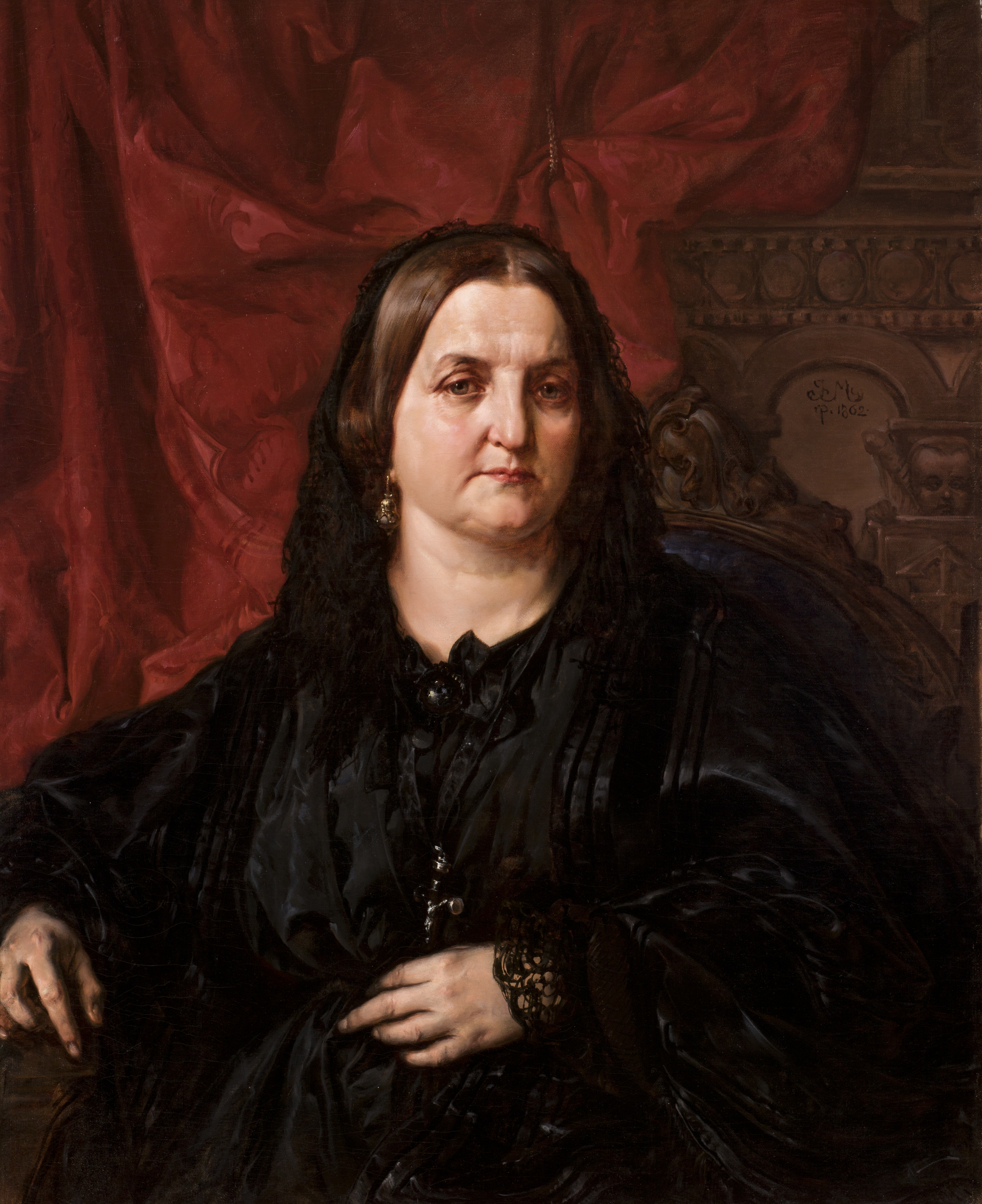
Portret Pauliny Giebułtowskiej (matka Teodory), Jan Matejko

Teodora Giebułtowska była najmłodszym dzieckiem urzędnika Antoniego Giebułtowskiego i Pauliny z Sikorskich. Miała troje starszego rodzeństwa: Joannę, Stanisława oraz Stefana. Stefan Giebułtowski zginął w bitwie pod Miechowem w czasie powstania styczniowego. Starszy z braci Teodory był księdzem w Czernichowie, zaś siostra Joanna w 1852 wyszła za mąż za Leonarda Serafińskiego i była matką Stanisławy Serafińskiej. Swojego przyszłego męża, Jana Matejkę, Teodora znała od czasów dzieciństwa. Ojciec przyszłego malarza, Franciszek, uczył Giebułtowską i jej siostrzeńców muzyki. W 1859 zmarł ojciec Teodory i rodzina Giebułtowskich znalazła się w trudnej sytuacji finansowej. Wdowia pensja, którą otrzymywała Paulina Giebułtowska, nie wystarczała na wychowanie dzieci. Teodora uczyła się wówczas w pensjonacie Podlewskiej, gdzie wraz z bratem Stefanem pobierała nauki śpiewu u Franciszka Mireckiego.

### Ślub z Janem Matejką
W lipcu 1863 po pożarze w Wiśniczu Teodora wraz z siostrą i Janem Matejką wyjechała do Iwonicza. Wspólny pobyt w Iwoniczu bardzo zbliżył do siebie przyszłych małżonków. W listach Leonarda Serafińskiego do żony pojawiły się wówczas pierwsze informacje na temat „zaślepienia miłosnego” Matejki wobec Teodory. W listopadzie 1863 Matejko nawiązał z Giebułtowską stałą korespondencję. Jesienią 1864 nastąpiły przygotowania do ślubu. Na czas zapowiedzi Teodora zamieszkała wraz z matką w Krakowie. Uroczystość zaślubin odbyła się 21 listopada 1864 w kaplicy kościoła Nawiedzenia Najświętszej Marii Panny na Piasku. Suknia ślubna Teodory została wykonana przez bocheńskiego krawca Ryparka według rysunku Matejki. Ślubu młodej parze udzielał Stanisław Giebułtowski, brat Teodory. Pomimo że bracia Matejki niechętnie patrzyli na małżeństwo Jana, cała rodzina Matejków pojawiła się na ślubie. Małżonkowie zamieszkali w domu rodziny Niedźwieckich przy ulicy Krupniczej. Wkrótce po ślubie małżonkowie udali się w podróż do Paryża. Po powrocie Jan Matejko namalował Portret żony w sukni ślubnej.

### Pierwsze lata małżeństwa

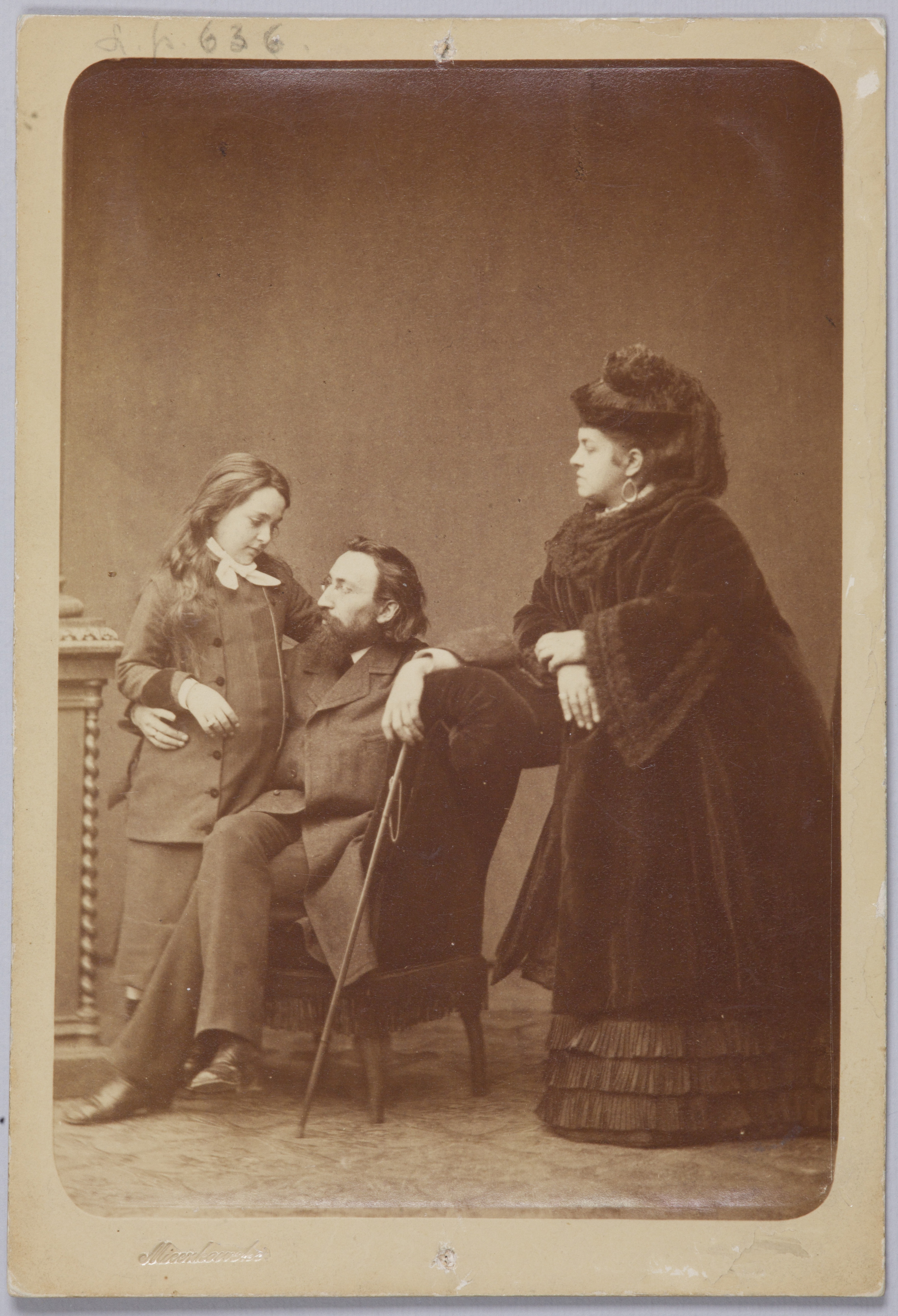
Teodora Matejko wraz z mężem Janem i córką Heleną (fotografia z 1877)

28 października 1865, w święto Judy Tadeusza, Teodora urodziła swoje pierwsze dziecko, syna Tadeusza. Chłopiec otrzymał imię na cześć Tadeusza Rejtana, gdyż mąż Teodory malował wówczas obraz Rejtan – Upadek Polski. 13 kwietnia 1866 zmarł brat Teodory, ksiądz Stanisław, na cześć którego mąż Teodory namalował obraz Wskrzeszenie Łazarza. W tym czasie u Teodory pojawiły się pierwsze oznaki choroby. Lekarze zalecili Matejkowej kurację w Rabce, a następnie w Krynicy, dokąd małżonkowie wraz z synem udali się w sierpniu 1866. Na początku kwietnia 1867 Teodora urodziła córkę Helenę, zaś 1 marca 1869 Beatę. Po narodzinach trojga dzieci, Matejkowie przeprowadzili się do barokowej kamienicy przy ulicy Floriańskiej, kupionej od rodzeństwa Jana. W 1870 dzieci ciężko chorowały, o czym Teodora pisała w listach do siostry. Wówczas pojawiły się pierwsze oznaki małżeńskiego kryzysu. W kwietniu podczas wizyty u rodziny Witaszewskich doszło do ostrej kłótni Teodory z mężem i matką. W czerwcu 1871 Teodora wyjechała wraz z dziećmi do Wiśnicza, gdzie zamieszkała w dworku Piotra Giebułtowskiego. 2 lipca 1872 małżonkowie przez tydzień przebywali we Lwowie, zaś w sierpniu wyjechali do Rabki na zaleconą Teodorze przez lekarza kurację. Postępująca cukrzyca i łakomstwo sprawiły, że w ciągu kilku lat małżeństwa Teodora gwałtownie przytyła. Po powrocie z Rabki Matejkowie udali się 2 września 1872 do Stambułu, gdzie zostali zaproszeni przez ciotecznego brata Matejki, Henryka Gropplera. 27 lipca 1873 urodził się drugi syn Matejków, któremu nadano imię Jerzy. W 1876 małżonkowie zakupili majątek Krzesławice, który stał się dla rodziny miejscem zabaw i wypoczynku.

### Awantura o Kasztelankę

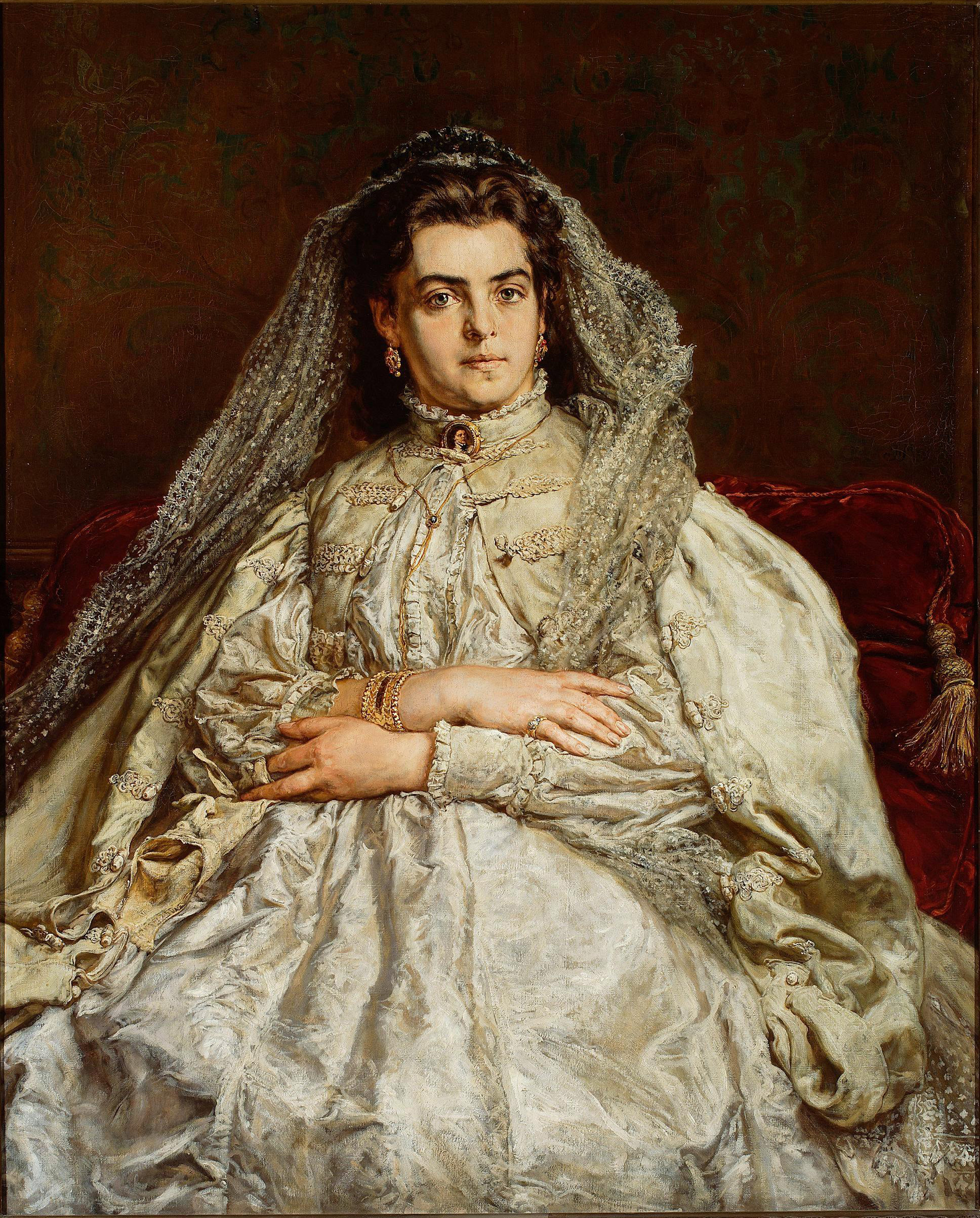
Portret żony w sukni ślubnej, Jan Matejko

W marcu 1876 Jan Matejko rozpoczął malowanie obrazu Kasztelanka, do którego pozowała siostrzenica Teodory, Stanisława Serafińska. Znając zazdrość żony, Matejko malował obraz w tajemnicy przed nią. Teodora podróżowała w tym czasie do Karlsbadu i Franzesbadu. Pomimo iż Matejko wysyłał do żony informacje na temat swych zajęć artystycznych, nie wspomniał jej o Kasztelance. Gdy Matejkowa wróciła do Krakowa, dowiedziała się o obrazie i zrobiła mężowi awanturę, po czym wyjechała do matki do Wiśnicza. Wkrótce wróciła do domu, gdzie w przypływie gniewu zniszczyła swój portret w sukni ślubnej, który po latach został odtworzony przez Matejkę. Z obawy przed zniszczeniem przez żonę również portretu Stanisławy, odciął od niego cztery rogi i powiedział, że obraz został spalony. Od czasu awantury o portret Serafińskiej w domu Matejków coraz częściej panował ponury nastrój. Matejko groził, że popełni samobójstwo lub rozwiedzie się z żoną. Pomimo małżeńskiego kryzysu pod koniec września 1877 Teodora towarzyszyła mężowi w jego pierwszej podróży do Warszawy. 12 lutego 1878 urodziło się ostatnie dziecko Matejków – córka Regina, która jednak zmarła 7 marca. Wiosną 1881 Teodora wyjechała do Drezna na naukę śpiewu u Francesca Lampertiego. 22 czerwca 1881 zmarła matka Teodory, Paulina Giebułtowska. Teodora nie była obecna na uroczystościach pogrzebowych, tłumacząc się chorobą syna Jerzego.

### Choroba umysłowa
W lutym 1882 stan psychiczny Teodory mocno się pogorszył i po naradzie z lekarzami zdecydowano się umieścić ją w domu obłąkanych w Wesołej. Podczas pobytu w zakładzie Teodora pisała listy do siostry z prośbą o wpłynięcie na jej uwolnienie. Jesienią 1883 opuściła szpital i zamieszkała w Krzesławicach, będąc jednak pod stałą opieką lekarską. W 1885 uzyskała od lekarza ze Lwowa świadectwo zdrowia i wysłała do męża adwokata, aby uwolnił ją spod kurateli sądowej. W 1888, gdy Teodora wyjechała do wód do Eggenbargu, krakowscy lekarze wydali świadectwo potwierdzające jej chorobę psychiczną. W maju 1890 Matejkowa ponownie znalazła się pod kuratelą. W 1891 szantażowała rodzinę, że nie da błogosławieństwa wychodzącej za mąż za Józefa Unierzyskiego córce Helenie, jeżeli nie zostanie uwolniona spod dozoru sądowego. Jan Matejko ostatecznie przyjął warunki Teodory.

### Ostatnie lata
We wrześniu 1892 odbył się ślub młodszej córki Teodory, Beaty z Wincentym Kirchmayerem, pochodzącym z bogatej rodziny krakowskiej. Podobnie jak przy ślubie Heleny, nie obyło się bez przykrych starć z Matejkową, która odmówiła udzielenia błogosławieństwa młodej parze i spóźniła się na ceremonię zaślubin. 1 listopada 1893 w wyniku krwotoku wewnętrznego Jan Matejko zmarł. Teodora była obecna przy jego śmierci, którą bardzo ciężko przeżyła. Matejko został pochowany 5 listopada 1893 na cmentarzu Rakowickim w Krakowie. W kwietniu 1896 Teodora przebywała na kuracji u doktora Gwiazdomorskiego, zaś w sierpniu przyjechała z wizytą do Serafińskich na Koryznówkę. Była już wówczas ciężko chora na cukrzycę, która utrudniała jej chodzenie. Wkrótce musiała wrócić do Krakowa na polecenie lekarza prowadzącego kurację. Teodora zmarła dwa dni po powrocie do domu i została pochowana obok męża na cmentarzu Rakowickim.

## Genealogia
|  |  | Antoni Giebułtowski ur. 1805 zm. 1859 | Antoni Giebułtowski ur. 1805 zm. 1859 |  |  |  |  | Paulina Sikorska ur. 1811 zm. 22 VI 1881 | Paulina Sikorska ur. 1811 zm. 22 VI 1881 | Paulina Sikorska ur. 1811 zm. 22 VI 1881 | Paulina Sikorska ur. 1811 zm. 22 VI 1881 | Paulina Sikorska ur. 1811 zm. 22 VI 1881 | Paulina Sikorska ur. 1811 zm. 22 VI 1881 | Paulina Sikorska ur. 1811 zm. 22 VI 1881 | Paulina Sikorska ur. 1811 zm. 22 VI 1881 |
|  |  |                                       |                                       |  |  |  |  |                                          |                                          |                                          |                                          |                                          |                                          |                                          |                                          |
|  |  |                                       |                                       |  |  |  |  |                                          |                                          |                                          |                                          |                                          |                                          |                                          |                                          |
|  |  |                                       |                                       |  |  |  |  |                                          |                                          |                                          |                                          |                                          |                                          |                                          |                                          |

|                                             |                                             | Jan Matejko ur. 24 VI 1838 zm. 1 XI 1893 OO 21 XI 1864 | Jan Matejko ur. 24 VI 1838 zm. 1 XI 1893 OO 21 XI 1864 | Kornelia Teodora Giebułtowska ur. 14 IV 1846 zm. 25 VIII 1896 | Kornelia Teodora Giebułtowska ur. 14 IV 1846 zm. 25 VIII 1896 |                                            |                                            |                                              |                                              |
|                                             |                                             |                                                        |                                                        |                                                               |                                                               |                                            |                                            |                                              |                                              |
|                                             |                                             |                                                        |                                                        |                                                               |                                                               |                                            |                                            |                                              |                                              |
|                                             |                                             |                                                        |                                                        |                                                               |                                                               |                                            |                                            |                                              |                                              |
| Tadeusz Matejko ur. 28 X 1865 zm. 22 V 1911 | Tadeusz Matejko ur. 28 X 1865 zm. 22 V 1911 | Helena Matejko ur. 6 IV 1867 zm. 11 X 1932             | Helena Matejko ur. 6 IV 1867 zm. 11 X 1932             | Beata Matejko ur. 1 III 1869 zm. 14 II 1926                   | Beata Matejko ur. 1 III 1869 zm. 14 II 1926                   | Jerzy Matejko ur. 27 VII 1873 zm. 9 I 1927 | Jerzy Matejko ur. 27 VII 1873 zm. 9 I 1927 | Regina Matejko ur. 12 II 1878 zm. 7 III 1878 | Regina Matejko ur. 12 II 1878 zm. 7 III 1878 |